# NGC 2178
NGC 2178 (również PGC 18322) – galaktyka eliptyczna (E1), znajdująca się w gwiazdozbiorze Malarza. Odkrył ją John Herschel 31 stycznia 1835 roku.